# Joop Stokkermans
Johannes Andreas (Joop) Stokkermans, né le 20 février 1937 à Leyde et mort le 25 octobre 2012 à Hilversum, est un pianiste et compositeur néerlandais.

## Biographie
Après avoir étudié le piano et la composition au conservatoire, Stokkermans poursuit sa formation à Paris avec Robert Casadesus.
Auteur de musique pour le théâtre, la radio et la télévision, où il se distingue par de nombreuses pièces destinées à des émissions pour enfants, il a composé la musique du générique de la série télévisée Barbapapa.
En 1974, Stokkermans remporte la Harpe d'or pour l’ensemble de son œuvre. Il a été fait chevalier de l’ordre d’Orange-Nassau.